# L.Leroy
L.Leroy es una casa fabricante de relojes de lujo fundada en París (Francia) en 1785 por Basile-Charles Leroy. En 2004, la empresa fue adquirida por el grupo relojero español Festina-Lotus.

## Historia
Creada en París en 1785 por Basile-Charles Leroy, la firma se ganó rápidamente una sólida reputación, que a su vez le proporcionó una clientela prestigiosa. La casa Leroy se convirtió en proveedora de la familia imperial francesa a partir de 1805, y más adelante numerosas cabezas coronadas formaron parte de su clientela durante el siglo XIX.
Adquirida por el hijo de Basile-Charles, Charles-Louis Leroy, y luego por su nieto Louis Leroy, en 1828 se convirtió en Leroy et Fils y en 1889 en L. Leroy & Cie. La empresa fue comprada por un grupo de inversores en los años 1980 y transferida al Jura bernés. Posteriormente, la firma fue adquirida en 2004 por Miguel Rodríguez Domínguez, fundador y propietario del grupo relojero Festina-Lotus, para convertirlo en el buque insignia de la compañía. La sede de L.Leroy se encuentra en Biena (Suiza).
La empresa Leroy es la autora de varios relojes notables, como el Leroy 01, premio especial del jurado en la Exposición Universal de París (1900), o el cronómetro marino Chronostat.